# OA-1K 天襲者II
OA-1K 天襲者II（英語：Skyraider II)（公司名稱AT-802U)是一款由Air Tractor和 L3Harris為美國空軍研製的固定翼單引擎輕型攻擊/武裝偵察機，為達成美國特種作戰司令部的武裝守望計劃。該機發展自AT-802，這是一種經常用於農業用途的飛機。
AT-802U 天空守望者贏得了武裝守望計劃，2022年8月1日，美國特種作戰司令部宣布簽訂一份價值30億美元的合同，到2029年共交付75架飛機。

## 發展
AT-802U 天空守望者是由AT-802改裝而成，用於美國特種作戰司令部的武裝守望測試。AT-802本身已經有一個用於根除古柯葉作物的武裝版本，因此已經配備了輕型複合彈道裝甲發動機艙和駕駛艙，稱為“浴缸(bathtub)”。擋風玻璃採用平坦的防彈玻璃面板。 駕駛艙採用鋼管框架設計，作為防滾架，可支撐飛機的整個重量。
該飛機的設計不適用彈射座椅。燃油管路和油箱具有自密封功能，並能緊急拋棄燃油。約束裝置包括配備安全氣囊的 5 點式安全帶。前排和後座椅均設有基本的飛行控制裝置。與大多數現代飛機不同，該機有尾輪配置，適合在嚴苛且未經改進的簡易機場降落。
AT-802U專為快速部署而設計，可在一天內拆卸並裝入C-17中，並且可在一天內組裝完成。
2022年8月1日，Air Tractor和L3Harris獲得了一份價值30億美元，共計75架飛機的合約。該合約包括1.7億美元的預付款，其餘部分在機隊交付時支付。該飛機分兩個階段建造；機身由位於德克薩斯州奧爾尼的Air Tractor製造，裝甲和武器系統由奧克拉荷馬州土爾沙的L3Harris負責。該機將會取代U-28A Draco。
AT-802U於2022年底正式命名為 OA-1K。
2025年，OA-1K 被美軍命名為天襲者II式。

## 外部連結
- Air Tractor AT-802U website （页面存档备份，存于）
- L3Harris Sky Warden website （页面存档备份，存于）